# Rail Bavaria Logistik
Die RBL Rail Bavaria Logistik GmbH ist ein Logistik- und Eisenbahninfrastrukturunternehmen in Bayern mit Sitz in Rohrbach. Die Rail Bavaria Logistik ist Infrastrukturbetreiber der Bahnstrecke Eggmühl–Langquaid.

## Geschichte
Die Rail Bavaria Logistik wurde vom ehemaligen Geschäftsführer der Eisenbahngesellschaft Potsdam Jörn Enderlein und seiner Ehepartnerin Tanja Enderlein, beide ehemalige Mitarbeiter bei ARS Altmann, durch den Gesellschaftsvertrag vom 4. Dezember 2018 mit einem Stammkapital von 25.000 Euro und Sitz in Rohrbach gegründet und am 10. Dezember 2018 beim Amtsgericht Ingolstadt ins Handelsregister eingetragen. Der Beginn des operativen Geschäfts war zum 1. Januar 2019. Zu schwerpunktmäßigen Tätigkeiten wurden Beratung, Logistik und Service (besonders Überlassung von Triebfahrzeugführern) in Bayern erklärt. Eine Tätigkeit aus Eisenbahnverkehrsunternehmen war nicht angestrebt.
Anfang 2021 wurde die Rail Bavaria Logistik als Schienenfahrzeughalter mit der Fahrzeughalterkennzeichnung RBL bei der Eisenbahnagentur der Europäischen Union registriert.

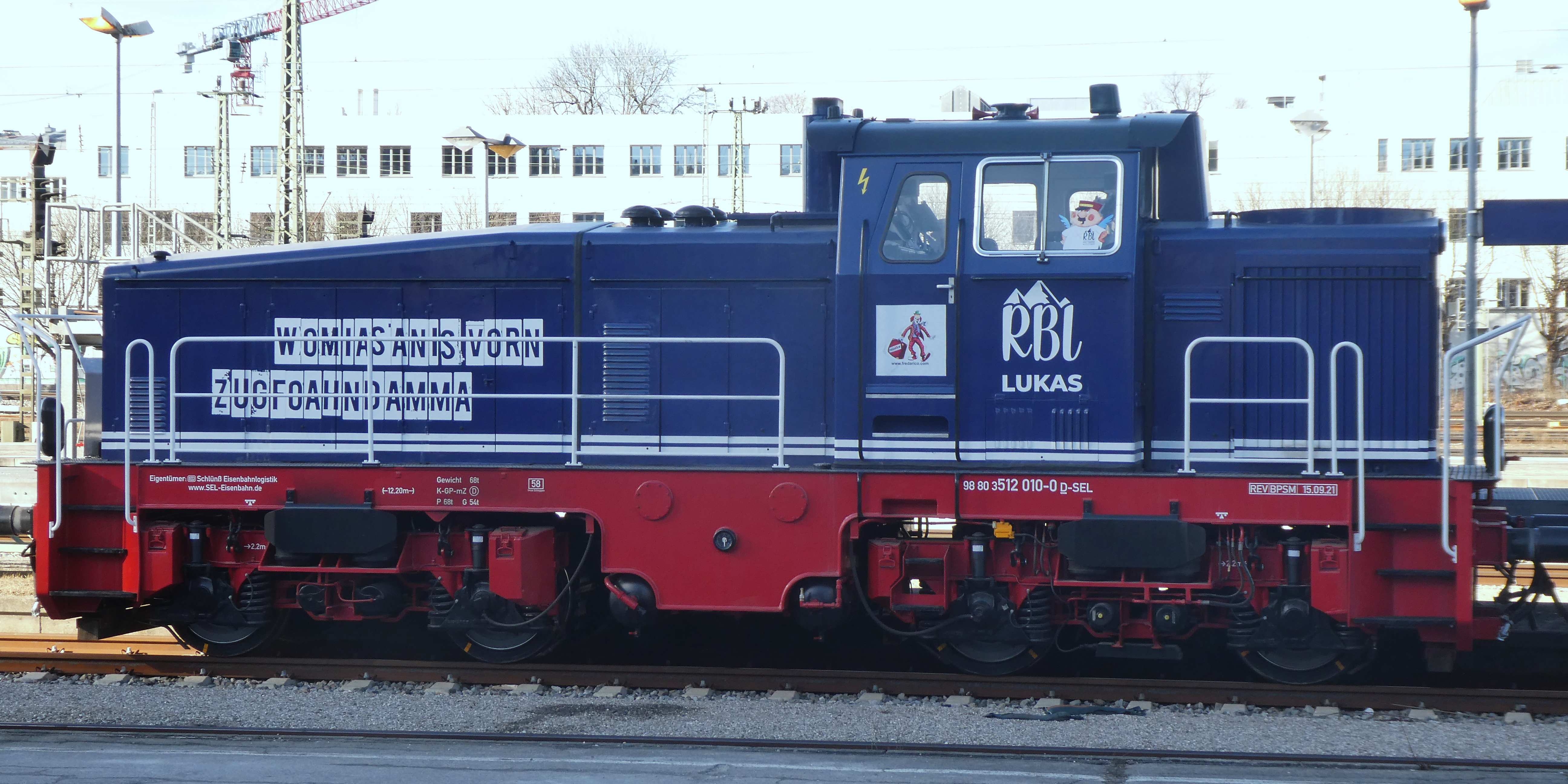
Von der RBL genutzte Lokomotive, 2022

Die Gesellschaft erhielt am 22. November 2024 die Genehmigung als Eisenbahninfrastrukturunternehmen und übernahm auf Initiative der Anliegergemeinden zum 1. Januar 2025 den Betrieb der Bahnstrecke Eggmühl–Langquaid mit dem Ziel, die Strecke für den Güter- und Tourismusverkehr zu reaktivieren und wirtschaftlich zu betreiben.